# Athyrium pygmaei-silvae
Athyrium pygmaei-silvae är en majbräkenväxtart som beskrevs av Kurata. Athyrium pygmaei-silvae ingår i släktet Athyrium och familjen Athyriaceae. Inga underarter finns listade.